# Landtagswahlkreis Recklinghausen II
Der Landtagswahlkreis Recklinghausen II ist ein Landtagswahlkreis in Nordrhein-Westfalen. Er befindet sich im Kreis Recklinghausen und umfasst die Städte Herten und Marl (ohne Polsum, welches zum Landtagswahlkreis Recklinghausen III gehört).

## Geschichte
Von 1980 bis 1995 umfasste der Wahlkreis Recklinghausen II die Stadt Marl ohne den Stadtteil Polsum. Dieser bildete mit Herten und Dorsten den Wahlkreis Recklinghausen I. Bei der Wahl 2000 umfasste der Wahlkreis Recklinghausen II die Städte Castrop-Rauxel und Waltrop (heute Recklinghausen IV). Die Stadt Marl wurde aufgeteilt: Ein Teil bildete mit Teilen von Dorsten den Wahlkreis Recklinghausen VI, der andere Teil mit Herten den Wahlkreis Recklinghausen III. Aus diesem ging zur Wahl 2005 der heutige Wahlkreis Recklinghausen II hervor, er umfasste die Städte Herten und Marl, letztere ohne Hüls-Süd und Sinsen-Lenkerbeck. Zur Wahl 2022 kamen auch diese Stadtteile zum Wahlkreis, dafür wurde erneut Polsum abgetreten, nunmehr an den Wahlkreis Recklinghausen III.

## Landtagswahl 2022
Wahlberechtigt waren 102.605 Einwohner, die Wahlbeteiligung betrug 48,5 Prozent.
| Direktkandidat           | Partei         | Erststimmen in % | Zweitstimmen in % |
| ------------------------ | -------------- | ---------------- | ----------------- |
| Carsten Löcker           | SPD            | 34,9             | 35,6              |
| Manfred Langenkamp       | CDU            | 27,1             | 31,4              |
| Florian-Massimo Hilbrand | GRÜNE          | 9,8              | 12,4              |
| Jörg Dorka               | FDP            | 4,2              | 4,9               |
| Andrea Fuldner-Kirchner  | AfD            | 7,0              | 7,7               |
| Hauke Kuster             | LINKE          | 1,7              | 1,6               |
| Fred Toplak              | Einzelbewerber | 12,8             | -                 |
| Übrige                   | Übrige         | 2,4              | 6,4               |

## Landtagswahl 2017
Wahlberechtigt waren 95.160 Einwohner.
| Direktkandidat      | Partei  | Erststimmen in % | Zweitstimmen in % |
| ------------------- | ------- | ---------------- | ----------------- |
| Carsten Löcker      | SPD     | 39,7             | 38,4              |
| Patrick Rohmann     | CDU     | 30,6             | 27,1              |
| Martina Herrmann    | GRÜNE   | 3,7              | 3,7               |
| Thorsten Leineweber | FDP     | 8,0              | 9,6               |
| Melanie Kern        | Piraten | 1,9              | 1,1               |
| Martina Ruhardt     | LINKE   | 5,2              | 4,4               |
| Marcus Pretzell     | AfD     | 9,6              | 11,2              |
| Übrige              | Übrige  | 1,3              | 4,6               |

Neben dem direkt gewählten Wahlkreisabgeordneten Carsten Löcker (SPD), der das Mandat seit 2012 innehat, wurde der AfD-Kandidat Marcus Pretzell als Spitzenkandidat seiner Partei über die Landesliste gewählt. Er trat am 26. September 2017 aus der AfD aus und ist seither fraktionsloser Abgeordneter im Landtag.

## Landtagswahl 2012
Wahlberechtigt waren 97.797 Einwohner.
| Direktkandidat        | Partei  | Erststimmen in % | Zweitstimmen in % |
| --------------------- | ------- | ---------------- | ----------------- |
| Matthias Dörtelmann   | CDU     | 24,4             | 20,5              |
| Carsten Löcker        | SPD     | 51,5             | 49,8              |
| Jan Philipp Lindmeyer | GRÜNE   | 6,1              | 7,3               |
| Thorsten Leineweber   | FDP     | 3,6              | 5,3               |
| Merle Lindemann       | LINKE   | 3,2              | 2,7               |
| Michael Levedag       | Piraten | 10,0             | 9,0               |

## Landtagswahl 2010
Wahlberechtigt waren 98.922 Einwohner.
| Direktkandidat      | Partei         | Erststimmen in % | Zweitstimmen in % |
| ------------------- | -------------- | ---------------- | ----------------- |
| Matthias Dörtelmann | CDU            | 30,0             | 27,5              |
| Margret Gottschlich | SPD            | 52,1             | 47,9              |
| Siegfried Schönfeld | B’90/Grüne     | 5,9              | 7,3               |
| Thorsten Leineweber | FDP            | 3,9              | 4,2               |
| Markus Ziegel       | Die Linke      | 6,9              | 6,4               |
| Udo Surmann         | Einzelbewerber | 1,1              | -                 |
| -                   | Sonstige       | -                | 6,7               |

## Landtagswahl 2005
Wahlberechtigt waren 101.212 Einwohner.
| Direktkandidat      | Partei | Stimmen in % |
| ------------------- | ------ | ------------ |
| Margret Gottschlich | SPD    | 50,6         |
| Karl-Heinz Dargel   | CDU    | 35,2         |
| Jens Hoffmann       | FDP    | 4,1          |
| Karl Kneip          | GRÜNE  | 3,6          |
| Wilfried Kunstmann  | WASG   | 2,8          |
| Joachim Gläßel      | NPD    | 1,4          |
| Engelbert Maas      | PDS    | 1,1          |
| Erwin Pietzka       | REP    | 0,9          |
| Helmut Wohlgemuth   | ödp    | 0,3          |

## Landtagswahl 2000
Wahlberechtigt waren 83.315 Einwohner.
| Direktkandidat    | Partei | Stimmen in % |
| ----------------- | ------ | ------------ |
| Bernhard Kasperek | SPD    | 52,5         |
| Karl-Heinz Dargel | CDU    | 30,7         |
| Robert Heinze     | FDP    | 7,5          |
| Karl Kneip        | GRÜNE  | 5,5          |
| Heinz Hübner      | REP    | 1,7          |

## Wahlkreissieger
| Jahr | Wahlkreisname                   | Gebiet                                   | Direktmandat        | Partei |
| ---- | ------------------------------- | ---------------------------------------- | ------------------- | ------ |
| 1947 | 91 Recklinghausen-Land, Südwest | alter Kreis Recklinghausen               | Anton Hoppe         | CDU    |
| 1950 | 91 Recklinghausen-Ld., Südwest  | alter Kreis Recklinghausen               | Heinrich Wiesmann   | CDU    |
| 1954 | 91 Recklinghausen-Ld., Südwest  | alter Kreis Recklinghausen               | Heinrich Wiesmann   | CDU    |
| 1958 | 93 Recklinghausen-Land, Südwest | alter Kreis Recklinghausen               | Adolf Oertmann      | CDU    |
| 1962 | 93 Recklinghausen-Land, Südwest | alter Kreis Recklinghausen               | Wilhelm Pelkmann    | CDU    |
| 1966 | 95 Recklinghausen-Land III      | alter Kreis Recklinghausen               | Karl Steinhart      | SPD    |
| 1970 | 95 Recklinghausen-Land III      | alter Kreis Recklinghausen               | Cornelius Riewerts  | CDU    |
| 1975 | 95 Recklinghausen-Land III      | alter Kreis Recklinghausen               | Heinz Wiese         | SPD    |
| 1980 | 81 Recklinghausen I             | Dorsten, Herten, Marl-Polsum             | Willi Wessel        | SPD    |
| 1985 | 81 Recklinghausen I             | Dorsten, Herten, Marl-Polsum             | Willi Wessel        | SPD    |
| 1990 | 81 Recklinghausen I             | Dorsten (teilweise), Herten, Marl-Polsum | Bernhard Kasperek   | SPD    |
| 1995 | 81 Recklinghausen I             | Dorsten (teilweise), Herten, Marl-Polsum | Bernhard Kasperek   | SPD    |
| 2000 | 83 Recklinghausen III           | Herten, Marl (teilweise)                 | Bernhard Kasperek   | SPD    |
| 2005 | 70 Recklinghausen II            | Herten, Marl (teilweise)                 | Margret Gottschlich | SPD    |
| 2010 | 70 Recklinghausen II            | Herten, Marl (teilweise)                 | Margret Gottschlich | SPD    |
| 2012 | 70 Recklinghausen II            | Herten, Marl (teilweise)                 | Carsten Löcker      | SPD    |
| 2017 | 70 Recklinghausen II            | Herten, Marl (teilweise)                 | Carsten Löcker      | SPD    |
| 2022 | 70 Recklinghausen II            | Herten, Marl (teilweise)                 | Carsten Löcker      | SPD    |